# Werner Peters (Marineoffizier)
Werner Emil Theodor Peters (* 28. Januar 1893 in Minden; † 3. November 1962 in Bonn) war ein deutscher Marineoffizier. Zum Ende des Zweiten Weltkriegs war er als Festungskommandeur an der kampflosen Übergabe von Wesermünde-Bremerhaven an die britische Armee beteiligt.

## Leben
Peters trat 1912 als Seekadett (Crew IV.1912) in die Kaiserliche Marine ein und nahm als Offizier am Ersten Weltkrieg teil. Er diente als Leutnant zur See auf dem Schlachtkreuzer Derfflinger und ab März 1918 in der U-Boots-Schulflottille, zuletzt als Oberleutnant zur See. Nach dem Krieg wurde er zum Verbleib in der Reichsmarine angeworben, aber im Herbst 1920 entlassen. Er wurde Geschäftsführer beim Pommerschen Landbund, wo er auch als Redakteur für das Vereinsorgan Der Pommersche fungierte.
1935 wurde er erneut beim Militär aktiv und wurde als Offizier der Kriegsmarine übernommen. Nach Verwendungen im Marinepersonalamt des Oberkommandos der Marine erfolgte im September 1939 seine erste Verwendung als Chef des Stabes im Dienstgrad Fregattenkapitän, zu dieser Zeit im Stab des Küstenbefehlshabers Nordfriesland. Als der Küstenbefehlshaber Nordfriesland aufgelöst wurde, war er in gleicher Verwendung ab Februar 1941 in dem neu eingerichteten Marinebefehlshaber A, dem späteren Marinebefehlshaber Griechenland und dem Admiral Ägäis. Bis November 1941 war er im Stab des Admirals Ägäis im Rahmen der Besetzung Griechenlands eingesetzt. In dieser Verwendung wurde er im Juli 1941 zum Kapitän zur See befördert. Danach war er bis März 1943 Chef des Stabes im Stab des Küstenbefehlshaber Deutsche Bucht, gefolgt von einer Verwendung als Seekommandant Südholland bis Dezember des gleichen Jahres. Nach einer kurzen Verwendung als Kommandeur der 2. Abteilung der Marineschule Mürwik Anfang des Jahres 1944 wurde er Marineverbindungsoffizier zur Heeresgruppe B.

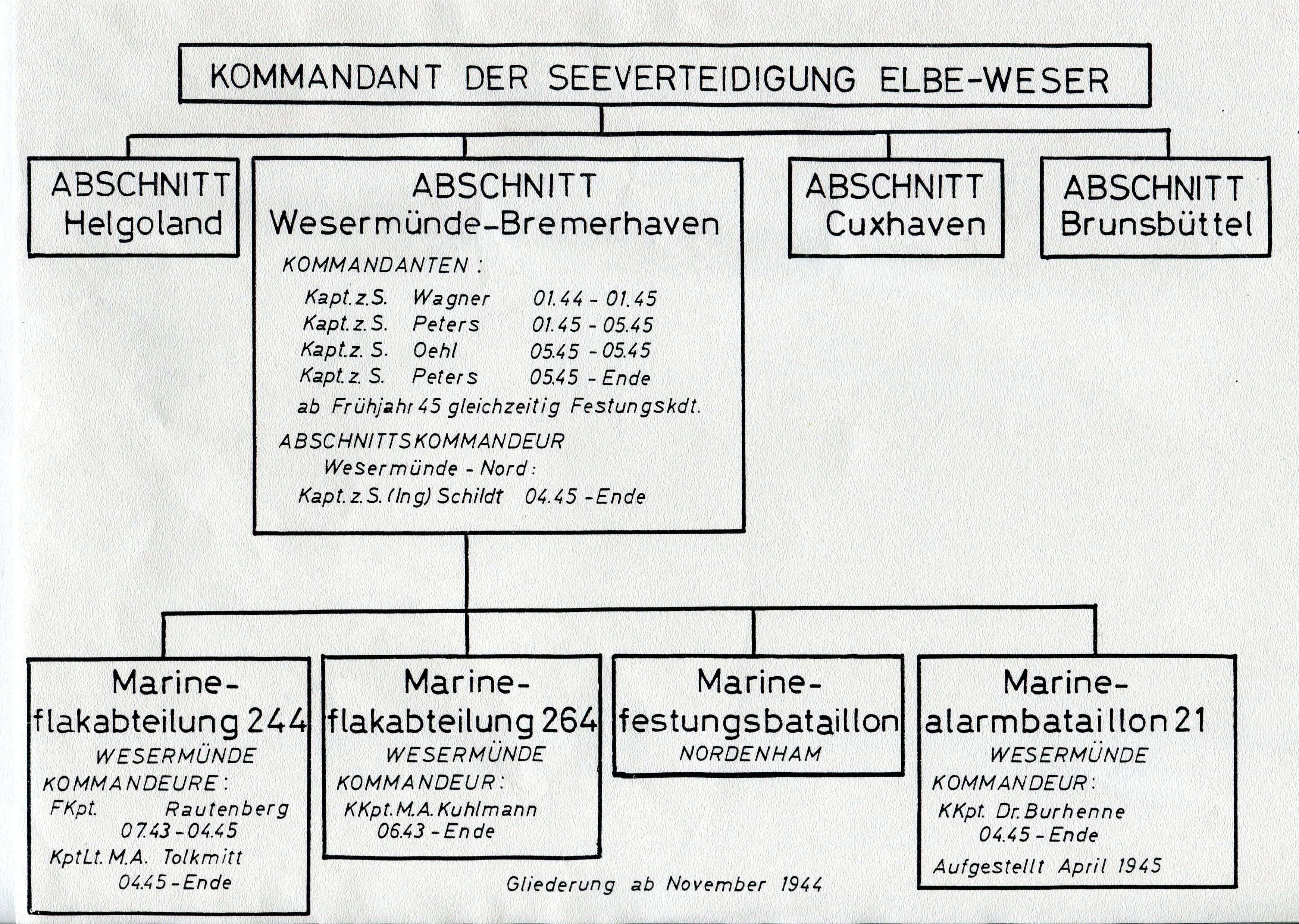
Seeverteidigung Elbe-Weser (ab November 1944)

Ab dem 5. Januar 1945, zum Ende des Zweiten Weltkriegs, war er Kommandant des Abschnitts Wesermünde-Bremerhaven, der am 7. April des gleichen Jahres mit Zustimmung Adolf Hitlers zur Festung erklärt wurde. Die Festungsleitung bestand neben Peters in der Funktion des Festungskommandanten auch aus dem sogenannten Zivil-Gouverneur, dem Oberbürgermeister Walter Delius, dessen Bestreben eine möglichst kampflose Übergabe der Stadt Wesermünde war. Peters, der im Zweiten Weltkrieg keine längere Fronterfahrung zu Lande und zu Wasser vorzuweisen hatte, galt als sehr belesen. Obwohl er den Krieg für bereits als verloren und die Chancen einer Rundumverteidigung Wesermündes äußerst pessimistisch einschätzte, verhielt er sich weiterhin loyal. Nach der Bekanntgabe von Hitlers Tod sah Peters sich von seinem Führereid entbunden und sah für sich die moralische Berechtigung zum Handeln gegeben. Er ließ noch am 1. Mai 1945 von allen im Hafengebiet angebrachten Sprengladungen die Zünder entfernen und erklärte in einer anlassbezogen einberufenen Kommandeursbesprechung, dass er die Verteidigung Wesermündes für sinn- und aussichtslos hielt, woraufhin man ihn als Festungskommandant absetzte, aber zur Verfügung des Seekommandanten Elbe-Weser Konteradmiral Rolf Johannesson im Dienst behielt. Auch Johannesson beabsichtigte nicht, die Festung bis zum Schluss zu verteidigen. Beim Einmarsch der britischen Truppen am 7. Mai 1945 nahm Peters erneut die Funktion des Festungskommandanten wahr und übergab Hafenanlagen wie Garnison dem Feind. Delius bedankte sich nach der Kapitulation bei Peters und Johannesson für deren Verständnis, das diese im Umgang mit Bevölkerung und mit den wirtschaftlichen Interessen der Stadt in den letzten Kriegswochen gezeigt hatten. Am 31. August 1945 wurde Peters aus den Streitkräften entlassen.
Nach dem Weltkrieg war er aufgrund seiner guten Englischkenntnisse Berater der amerikanischen Besatzungstruppen und wurde von diesen mit der Auflösung der Marinedienststellen beauftragt. Zuletzt war er Ministerialbeamter in Bonn.